# Кропотово (Тульская область)
Кропотово — деревня в Кимовском районе Тульской области России.
В рамках административно-территориального устройства является центром Покровского сельского округа Кимовского района, в рамках организации местного самоуправления входит в сельское поселение Новольвовское.

## География
Расположена в 7 км к юго-востоку от железнодорожной станции города Кимовска.

## Население
| 2002 | 2010 |
| ---- | ---- |
| 362  | ↘270 |

Население — 270 чел. (2010). 